# Bouke Koning
Bouke Jouke Koning (Akkrum, 19 september 1915 - 24 april 1998) was een Nederlandse verzetsstrijder tijdens de Tweede Wereldoorlog. 
Koning werd geboren in Akkrum en werd tuinier op de Werkplaats in Bilthoven. Tijdens de Duitse bezetting van Nederland was hij een van degenen die deelnamen aan de poging om alle inwoners van het "Paviljoen" in Loosdrecht te laten onderduiken voordat ze gedeporteerd zouden worden. Bouke begon op eigen initiatief, vervalste juridische documenten, verzamelde fondsen voor de onderduikers en zocht onderduikadressen. Hij en zijn vrouw Froukje verborgen ook Joden in hun eigen huis. Toen Koning in de zomer van 1942 tot de verzetsgroep van Joop Westerweel toegetreden was, werd het een van zijn taken om vluchtelingen te begeleiden over de Belgische grens, van waar zij zuidwaarts reisden. Onder degenen die hij vergezelde, waren twee jongens uit Loosdrecht, die de eerste waren die de grens naar veiligheid in Spanje overstaken. Deze ontsnappingsroute was een voorkeursmethode geworden om de nazi's te ontwijken, aangezien veel onderduikadressen slechts kort gebruikt konden worden of onveilig bleken te zijn. 
In december 1943 werden Koning en een van de onderduikers thuis gearresteerd en naar het politiebureau in Utrecht gebracht en daarvandaan naar Amsterdam. Koning werd na zes weken vrijgelaten, maar de onderduikster werd gedeporteerd naar kamp Westerbork, waarvandaan ze ontsnapte en terugkeerde naar de familie Koning. 
Op 11 maart 1944 werd Bouke, samen met Joop Westerweel, gearresteerd en naar kamp Vught overgebracht, vanwaar hij naar Oranienburg, Dora, Ravensbrück en uiteindelijk Peltoff gestuurd werd totdat hij door de Russen bevrijd werd.
Op 16 juni 1964 erkende Yad Vashem Bouke Koning en zijn vrouw, Froukje Koning-Kramer (1914-1995), als rechtvaardig onder de naties.